# Coser y cantar
Coser y Cantar fue el noveno álbum del grupo Vainica Doble. Es el primer álbum recopilatorio del grupo, puesto que para el álbum titulado 1970 las canciones habían vuelto a ser interpretadas por el grupo. La portada del álbum fue diseñada por Javier Aramburu. 

## Lista de canciones
1. Habanera del primer amor
2. Caramelo de Limón
3. Dime Félix
4. Nana de una madre muy madre
5. Alas de algodón
6. Un metro cuadrado
7. Coplas del inconoclasta enamorado
8. La Ballena Azul
9. La cocinita mágica
10. Un siseñor con las patas verdes
11. Elegía al jardín de mi abuela
12. Coloniales y ultramarinos
13. Mari Luz
14. El duelo
15. Ay, quién fuera a Hawai
16. La Bruja
17. Déjame vivir con alegría
18. El pabú
19. Cartas de amor
20. Doñana

- Datos: Q5647853